# Chlamys distorta
Chlamys distorta är en musselart. Chlamys distorta ingår i släktet Chlamys och familjen kammusslor. Inga underarter finns listade i Catalogue of Life.